# Jan Evert Veer
Jan Evert Veer, né le 1er novembre 1950 à La Haye, est un poloïste international néerlandais. Il remporte la médaille de bronze lors des Jeux olympiques d'été de 1976 à Montréal avec l'équipe des Pays-Bas et a participé à deux autres éditions des Jeux en 1976 et en 1980.

## Palmarès

### En sélection
- Pays-Bas
  - Jeux olympiques :
    - Médaille de bronze : 1976.